# Stepan Petrichenko

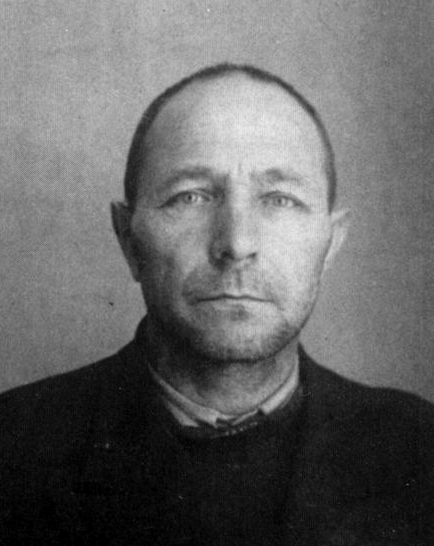
Petrichenko

Stepan Maximovich Petrichenko (russo: Степан Максимович Петриченко; 1892 - 02 junho de 1947) foi um revolucionário libertário e anarcossindicalista ucraniano. Após a Revolução de Fevereiro e a Revolução de Outubro na Rússia em 1917, ele tornou-se um dos principais líderes da Terceira Revolução Russa, sendo eleito presidente do Comitê Revolucionário Provisório da República Soviética de Nargen, líder da Comuna Kronstadt, e principal organizador do comitê revolucionário que liderou a Revolta de Kronstadt contra os bolcheviques.

## Biografia
Petrichenko nasceu na aldeia de Nikitenka no Governatorato de Kaluga em uma família de camponeses ukranianos. Dois anos depois de seu nascimento sua família mudou-se para Alexandrovsk, onde ele começou sua vida profissional como metalúrgico.
Em 1913 ou 1914  ele prestou o serviço militar na Marinha Imperial Russa no couraçado Petropavlovsk que fazia parte da frota do Báltico.
Em 1919, ingressou no  Partido Comunista da Rússia (bolchevique), mas logo renunciou devido as divergencias entre o novo governo bolchevique e as correntes anti-autoritárias socialistas que queriam uma nova revolução democrática para remove-los do poder.
Em abril de 1920, ele voltou para a Ucrânia, onde conheceu Nestor Makhno.

## Revolta do Kronstadt

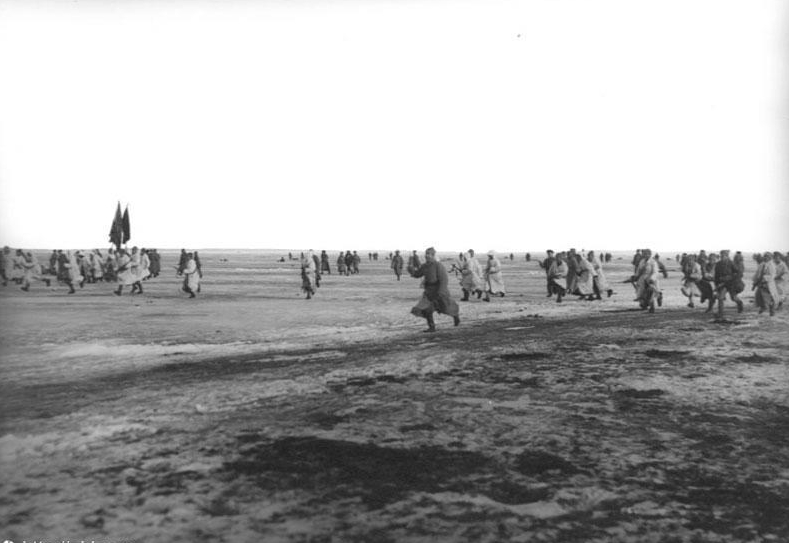
O ataque do Kronstadt pelo Exército Vermelho

Uma das principais razões da revolta era a política ditatorial dos bolchevique.
Essa situação insustentável levou a insurreições no interior, como a Revolta de Tambov, e a greves e distúrbios nas fábricas. Em diversas áreas urbanas, ocorreu uma onda de greves espontâneas. Petrogrado estava paralisada por uma greve geral e diversos comitês de fabricas estavam expulsando os membros comunistas. 
Em 26 de fevereiro, a tripulação dos encouraçados Petropavlovsk e Sevastopol após uma assembleia decidem enviar uma delegação para Petrogrado localizada apenas 55 km.
Ao retorno da delegação inicia-se uma reunião presidida por Petrichenko, designado provavelmente desde o dia anterior pelos seus camaradas do Petropavhsk. Esta inicia ouvindo os marinheiros que foram enviados para Petrogrado.
No dia 1o março é convocada uma assembleia geral que envia uma lista de 15 resoluções ao governo bolchevique: "Depois de ouvir os representantes das tripulações a Assembléia Geral dos marinheiros decide [...] Liberdade de expressão e de imprensa para trabalhadores e camponeses, para os anarquistas, e para partidos socialistas de esquerda [...] Direito à reunião, e liberdade para sindicatos e organizações camponesas [...] Libertar todos os presos políticos dos partidos socialistas, e todos os trabalhadores, camponeses, soldados e marinheiros presos [...] nomear uma comissão para rever os casos de detidos em prisões e campos de concentração [...] Equalize rações de comida para todos os trabalhadores, exceto aqueles em posições insalubres ou perigosas. [...] A concessão aos camponeses de liberdade de ação sobre seu próprio solo. – A resolução foi aprovada por unanimidade pela Assembleia, com duas abstenções, sendo assinada pelo presidente da assembleia Petrichenko." 

## Presidente do Comitê Revolucionário Provisório
Como intendente no couraçado Petropavlovsk, Petrichenko toma parte ativa na insurreição. Um Comitê Revolucionário Provisório foi formado sob a liderança dele, que assumiu o comando da cidade e do porto. De acordo com o historiador Jean-Jacques Marie, o objetivo central do Petrichenko era: "Todo o poder aos sovietes livremente eleitos". Paul Avrich cita ele como sendo o "principal líder" da revolta dos marinheiros e da população da cidade.
No Izvestias Kronstadt, de 3 de março de 1921, o nome de Petrichenko aparece como presidente do Comitê Revolucionário Provisório. Segundo a revista L'Histoire, o presidente do Comitê Revolucionário de Kronstadt, Petrichenko, comentou alguns meses mais tarde: Sem um tiro, sem uma gota de sangue, nós, soldados, marinheiros e trabalhadores de Kronstadt tinhamos derrubado a dominação comunista.

## Exílio na Finlândia
Kronstadt caiu nas primeiras horas da manhã de 18 de março de 1921. Mais tarde naquela noite, cerca de 500 rebeldes foram fuzilados sem julgamento por ordem de Zinoviev. Durante os meses seguintes mais de 2.000 rebeldes foram executados, quase todos eles sem julgamento, enquanto centenas de outros foram enviados a mando de Lenin para o campo de prisioneiros de Solovki, o primeiro grande campo de concentração soviético em uma  ilha no Mar Branco, onde muitos tiveram uma morte lenta ... Cerca de 8.000 rebeldes escaparam através do gelo para a Finlândia, entre eles Petrichenko. Lá trabalhou como carpinteiro e continuou a sua luta contra os bolcheviques.
Em 1945, ele foi preso e entregues para a União Soviética, onde ele ficou detido na prisão de Vladimir, perto de Moscou, falecendo lá em 1947.